# Jamel Eddine Bencheikh
Pour les articles homonymes, voir Bencheikh.
Jamel Eddine Bencheikh, né le 27 février 1930 à Casablanca au Maroc et mort le 8 août 2005 à Charnizay, est un écrivain et universitaire franco-algérien. Professeur à l'université d'Alger, de Paris-VIII et de Paris-IV, il est spécialiste de poésie et de littérature médiévale arabe.

## Biographie
Jamel Eddine Bencheikh est né et a grandi au Maroc (Casablanca puis Oujda), dans une famille algérienne de cinq enfants, dont il est le troisième. Après sa scolarité au lycée français, il part à Lyon pour commencer des études de médecine, qu'il interrompt au bout de deux ans. Il fait à Alger des études d'arabe et de droit. Il se lie d'amitié avec les poètes Jean Sénac, auquel il consacrera un texte après son assassinat, et Jean-Claude Xuereb. De 1956 à 1962, il poursuit ses études d'arabe, enseigne et passe l'agrégation à Paris. Engagé dans l'armée française il est chargé, à Saint-Cyr, de la formation en arabe des officiers français. Il regagne ensuite l'Algérie indépendante où il est assistant puis maître de conférences de littérature arabe médiévale à la faculté des lettres d'Alger. Il publie La poésie algérienne d'expression française, 1945-1965, une anthologie qui reste une des références majeures de la poésie de cette période. Il a tenu également des chroniques littéraires et politiques, dans différents hebdomadaires, chroniques réunies en 2001 dans un recueil intitulé Écrits politiques (1963-2000).
Jamel Eddine Bencheikh s'exile en France pour protester contre les restrictions de liberté imposées par le régime de Houari Boumediène. Il devient chargé de recherches au CNRS de 1969 à 1972 puis professeur à l'université Paris-VIII, enfin à l'université Paris-IV jusqu'à sa retraite en juin 1997.
Il retourne à Alger en mars 1992 pour la dernière fois. Il a accompagné de ses prises de position et par des textes, la période de violence qu'a traversée l'Algérie depuis 1993. Il avait notamment pris position contre l’intégrisme, en dénonçant une « poignée qui parle au nom de l’Islam de telle manière qu’elle est en train d’approfondir l’incompréhension entre les musulmans et l’Occident ».

## Activités éditoriales
Ses travaux de critique et d'érudition dans le domaine de la littérature arabe médiévale l'ont désigné comme l'un de ses plus brillants érudits. Travaux concernant la poétique, l'esthétique et l'exégèse, qui ont permis à toute une génération d'étudiants et de chercheurs  de progresser. Le Cahier no 13 des Études littéraires maghrébines est un hommage au professeur qu'il fut, prestigieux mais trop peu connu et à la réflexion qu'il permit quant à la présence maghrébine dans le champ littéraire et intellectuel français.
Il est surtout connu pour avoir traduit les Mille et une nuits. Sa traduction en collaboration avec André Miquel et son frère Touhami Bencheikh est la première traduction complète, avec la totalité des 1 205 poèmes, en français non censuré, fondée sur l’édition de Boulaq, du nom de la ville égyptienne où le texte a été imprimé pour la première fois en 1835].
Lors de la disparition de Jamel Eddine Bencheikh, Maati Kabbal écrit dans le journal Libération :

« Décomplexer l'Orient de l'emprise de l'orientalisme occidental : voilà ce vers quoi tendait sa démarche. Les Mille et une nuits (dont le premier tome est paru en 2005 à la Pléiade dans sa nouvelle traduction) allaient lui offrir l'occasion de réaliser ce projet d'édition et de critique. Loin des raccourcis sur un Orient infantile et oisif qui ne cesse de s'ébattre, selon une imagerie clinquante, dans le sang et les désirs charnels, il œuvre avec son ami André Miquel pour faire passer dans leur traduction un Orient complexe, vivier poétique mais également théâtre du tragique. »

## Œuvres

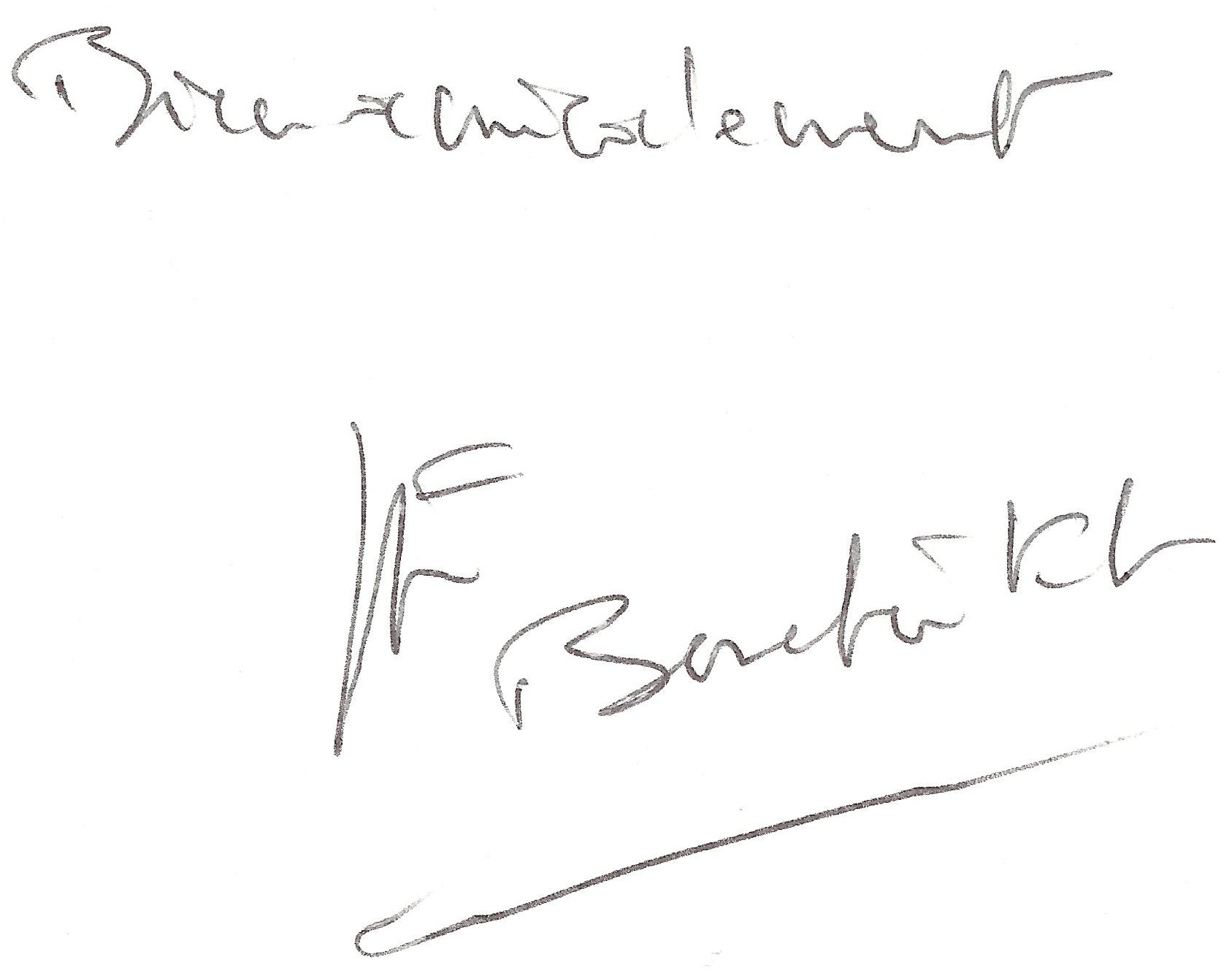
Signature de Jamel Eddine Bencheikh

- Les poésies bachiques d’Abû Nuwâs (1964)
- Le rationalisme d’Ibn Khaldoun (1965)
- Sourate d'al-Kahf. Neuf traductions du Coran (Analyses Théorie, 1980)
- Le silence s'est déjà tu (Rabat, SMER, 1981)
- L'Homme poème, (Actes Sud, 1983)
- États de l'aube (Rougerie, 1986)
- Le Voyage nocturne de Muhammed, suivi de l’Aventure de la parole (1988)
- Les Mémoires du sang (Rougerie, 1988)
- Transparence à vif (Rougerie, 1990)
- Alchimiques (Poëgram, 1991. Dessins de Sarah Wiame)
- Déserts d'où je fus (Tétouan, 1994)
- Lambeaux (Paris, 1995)
- Parole montante (Tarabuste, 1997)
- Cantate pour le pays des îles (Marsa Éditions, Paris, 1997)
- Rose noire sans parfum, roman, (Paris, Stock, 1998)
- Poétique arabe : essai sur un discours critique (1998)
- L’Aveugle au visage de grêle (1999) adapté et mis en scène en 2003 par le poète Lionel Mazari
- Parole montante, suivi de Écumes, dessins de Makhi Xenakis (Tarabuste, 1996)
- Failles fertiles du poème (Tarabuste, 1999)
- Les éditions Tarabuste ont publié, en 2002, 2003 et 2010 trois volumes des œuvres poétiques complètes.